# کولزاس
کولزاس (به آلمانی: Kolsass) یک منطقهٔ مسکونی در اتریش است که در اینسبروک لند واقع شده‌است. کولزاس ۳٫۳۴ کیلومتر مربع مساحت دارد ۵۵۳ متر بالاتر از سطح دریا واقع شده‌است.